# Сергеев, Михаил Васильевич
Сергеев, Михаил Васильевич (1858—1939) — русский и советский гидрогеолог, один из создателей этого научного направления в России. Первооткрыватель Пятигорского нарзана (1890), действительный статский советник. Профессор Московской горной академии, первый декан горного факультета.

## Биография
Закончил Горный Институт (1884), после чего отправился в Забайкалье, где в 1885 г. открыл месторождение бурого угля Харанор. Был откомандирован в распоряжение Правительственного Комиссара Кавказских Минеральных вод (с 1885 г.), стал знаменит как первооткрыватель Пятигорского нарзана (1890),
В 1893 году по направлению Горного комитета был в командировке в Забайкалье на месте Забайкальского участка Сибирской железной дороги. М. Сергееву была поставлена задача на месте выяснить вопрос о водоснабжении станций этого участка. По окончании представил подробный отчёт по каждой из почти 50 станций.
В 1898 году участвовал в работе Комиссии по изучению Черноморского побережья Кавказа созданной по инициативе члена Государственного совета Николая Саввича Абазы и министра земледелия и государственных имуществ Алексея Сергеевича Ермолова, в состав которой так же входили: географ, профессор климатолог А. И. Воейков; профессор медицины, терапевт Ф. И. Пастернацкий; профессор гидролог А. И. Лебедев. Комиссия имела задачей выбрать на побережье места, удобные для устройства различных санаториев, горных и приморских климатических станций и других лечебных заведений. Участники экспедиции по её результатам написали обстоятельные доклады о курортных перспективах Сочи и окрестностей. Летом 1898 года М. В. Сергеевым были обследованы минеральные источники долины реки Чвижепсе и сделано заключение об их ценности.
В 1909—1910 гг. произвёл расчистку и расширение центральных входов Мацестинских пещер.
В 1897—1917 служил в Горном департаменте, занимался гидрогеологическим обеспечением железнодорожного строительства. Столоначальник Технического отдела Горного Департамента (на 1897 г.), инженер для командировок и разведок (для минеральных вод) с 1899 г. (жалование 1500 рублей), член Горного ученого комитета с 1910 г. Действительный член Русского Географического общества.
В начале XX века был товарищем (заместителем) председателя Сочинского отделения Крымско-Кавказского горного клуба, который располагался на углу Приморской по Михайловской улице в доме матери Екатерины Павловны Майковой, рядом с казначейством.
Помимо открытия нарзана, исследовал источники минеральных вод: Полюстровские (1894), Старорусские (1899, каптаж в 1905), Кавказские (1903), Липецкие (1908), Сергиевские (1913).
Жена — Мария Федоровна.
Действительный статский советник. Кавалер Ордена св. Анны 3 ст., св. Станислава 3 ст. и ещё двух орденов Российской Империи, серебряная медаль в память царствования императора Александра III.
После революции с 1918 г. служил в ВСНХ, был заведующим секцией минеральных вод, председателем треста «Главсоль».
В 1919—1929 преподавал в Московской горной академии, первый декан горного факультета, профессор, заведующий кафедрой гидрогеологии. В 1927—1934 годах принимал участие в составлении «Технической энциклопедии» в 26-и томах под редакцией Л. К. Мартенса, автор статей по тематике «горное дело». В 30-х годах — консультант Главного курортного управления Наркомздрава РСФСР.
Скончался в 1939 году. Похоронен на Ваганьковском кладбище (13 уч.).

## Избранные труды
- Воейков А. И., Пастернацкий Ф. И., Сергеев М. В. Черноморское побережье / [А. И. Воейков, Ф. И. Пастернацкий, М. В. Сергеев]. — Санкт-Петербург : тип. П. П. Сойкина, 1898 (обл. 1899).
- Сергеев М. В. Минеральные богатства в Сочинском округе Черноморской губернии по системе реки Мзымты : [Округа охраны минерал. источников в этой же местности] / М. Сергеев, горн. инж. — Санкт-Петербург : тип. П. П. Сойкина, 1900
- Сергеев М. В. Окончание работ по закреплению Николаевского минерального источника в Черноморской губернии / [Соч.] Горн. инж. М. В. Сергеева. — [Санкт-Петербург] : тип. П. П. Сойкина, ценз. 1902.
- Сергеев М. В. Геологические наблюдения по перевальной дороге через Кавказский хребет и в Перемыкинской даче близ Сочи. — [Санкт-Петербург] : тип. П. П. Сойкина, ценз. 1902.
- Сергеев М. В. Перекрепление буровой скважины Муравьевского источника в Старой Руссе / [Соч.] Горн. инж. М. В. Сергеева. — Санкт-Петербург : тип. П. П. Сойкина, 1906.
- Бальнеология практического врача : руководство для врачей / д-р мед. А. А. Лозинский. Ч. 1: , Общая бальнеология и бальнеотерапия / Сост. при участии: В. С. Садикова (бальнеохимия, бальнеофизика и бальнеодинамика), М. В. Сергеева (геология и гидрология), И. И. Иванова и Ф. П. Бялокура (виноградное лечение), А. Н. Рубеля (кумысолечение) и М. С. Уварова (гигиена лечебных местностей). — 1916.
- Сергеев М. В. Постройка водосборной подземной галереи для воды Липецких минеральных источников (Каптаж) / Проф. М. В. Сергеев. — [М., 1924]
- Сергеев М. В. Минеральные воды : Закрепление их выхода на поверхность (каптаж) : Минеральные грязи / М. В. Сергеев проф. Моск. горной акад. — Москва ; Ленинград : Гос. мед. изд-во, 1931
- Сергеев М. В. Соляная промышленность : Пояснит. брошюра к серии диапозитивов № 201 / Составил проф. М. Сергеев. — Москва : Всекохудожник, 1932
- Сергеев М. В., Протопопов Б. М. Горная промышленность неметаллических ископаемых : Пояснит. брошюра к серии диапозитивов № 233—234. Серия 1- / Составили проф. М. В. Сергеев и Б. М. Протопопов. — Москва : Всекохудожник, 1932
- Сергеев М. В., Протопопов Б. М. … Асбестовая промышленность : Пояснит. брошюра к серии диапозитивов № 216 / Составили проф. М. В. Сергеев, Б. М. Протопопов. — Москва : Всекохудожник, 1932
- Сергеев М. В. Соляная промышленность : Конспект лекции. № 462 : Из цикла «Догнать и перегнать» / М. В. Сергеев; Ф-ка киноплен. диапозитивов треста Союзтехфильм. — Москва : Б. и., 1933
- Сергеев М. В. Горнорудный сырой материал : Конспект лекции № 557 : Из цикла «Догнать и перегнать» / М. В. Сергеев; Ф-ка киноплен. диапозитивов треста «Союзтехфильм». — Москва : тип. Госиздата ССР Армении, 1933.
- Сергеев М. В. Асбестовая промышленность : [Пояснит. текст к серии диапозитивов] № 487 : Из цикла «Догнать и перегнать» / М. В. Сергеев; Ф-ка киноплен. диапозитивов треста «Союзтехфильм». — Москва : тип. Госиздата ССР Армении, 1933.
- Сергеев М. В. Каменноугольная промышленность : Пояснит. брошюра к серии диапозитивов № 262-64 … Серия 1- / Сост. проф. М. В. Сергеев. — Москва : Всекохудожник, 1933
- Каменноугольная промышленность Сергеев : Пояснит. брошюра к серии диапозитивов № 262-64 … Серия 1- / Сост. проф. М. В. Сергеев 1858- ок. 1930; Михаил Васильевич. Серия 2: , Реконструкция угольной промышленности. — 1933.
- Каменноугольная промышленность Сергеев : Пояснит. брошюра к серии диапозитивов № 262-64 … Серия 1- / Сост. проф. М. В. Сергеев 1858- ок. 1930; Михаил Васильевич. Серия 3: , Наши резервы. — 1933.